# Vulsini

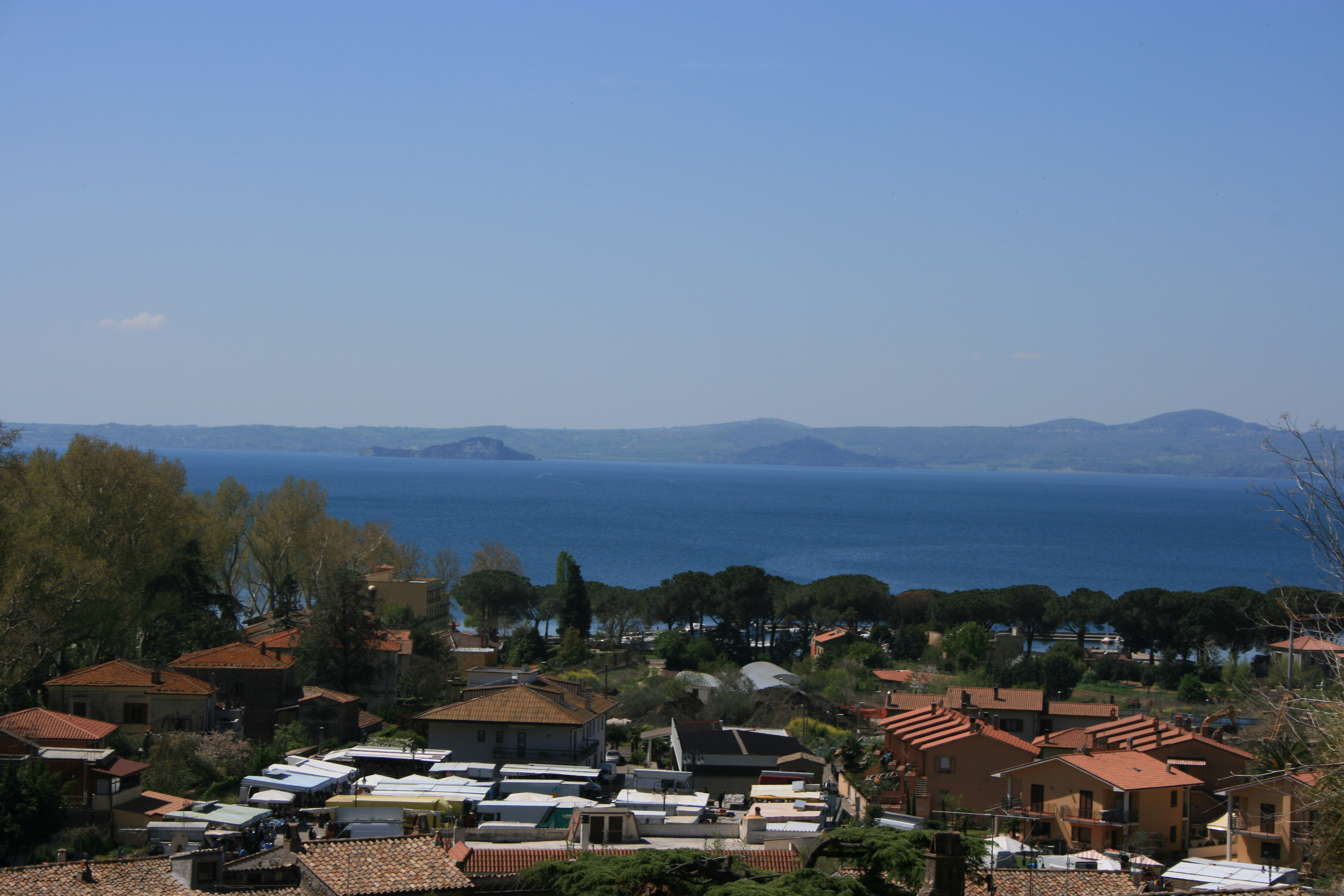
Bolsenské jazero

Vulsini je rozlehlý vulkanický komplex rozkládající se na 2 200 km2 v severní části regionu Lazio v Itálii. Je složený z více struskových kuželů a kalder, z nichž 16 metrů široká kaldera Bolsena v současnosti vytváří Bolsenské jezero.

## Geologie
Vulkanická aktivita komplexu zahájila činnost před 800 000 lety v trhlinové erupční zóně na východě komplexu a probíhala ve čtyřech vulkanických centrech. Před 600 000 lety se aktivita zkoncentrovala do místa, nyní známého jako Monti Paleovulsini, jehož pozůstatky se nacházejí pod Bolsenským jezerem. Druhé centrum Bolsena-Orvieto se nacházelo blízko prvního a zapříčinilo kolaps kaldery Bolsena (přibližně před 370 000 lety).
Třetí centrum Montefiascone se nachází na jihovýchodním okraji kaldery Bolsena a během své aktivity (300 000 až 150 000 let) vyprodukovalo několik depozitů vulkanického prachu a popela z četných erupcí. Čtvrté centrum Latera, nacházející se západně od Bolseny, bylo aktivní přibližně ve stejnou dobu jako třetí. Jako pozůstatek jeho činnosti zůstala kaldera stejného jména.